# 陳樹藩
陳 樹藩（ちん じゅはん）は、清末・中華民国の軍人。北京政府・安徽派に属した。字は柏森・柏生。陝西省興安府安康県の出身。本貫は湖南省長沙府寧郷県。

## 事績
21歳のときに陝西陸軍小学に入学し、24歳で保定陸軍速成学堂に入学し砲兵科で学んだ。1910年（宣統2年）に卒業し、陝西陸軍で軍械官に任命された。翌年、中国同盟会に加入した。辛亥革命の際には、陝西東路招討使として同州に駐屯し、間もなく河東節度使に異動した。
1912年（民国元年）、陝西陸軍第3混成旅旅長に任命された。1915年（民国4年）、署陝南鎮守使に任じられる。同年12月、袁世凱が皇帝に即位すると、三等男に封じられた。
護国戦争勃発後の1916年（民国5年）1月、陝北鎮守使（渭北剿匪総司令も兼任）に任命された。しかし、胡景翼らが陝西将軍陸建章の子の陸承武（陝西第1混成旅旅長）を捕えて護国軍のために蜂起する。陳樹藩も胡景翼らに接近し、同年5月、陝西護国軍総司令となった。陳樹藩は陸承武の身柄の引渡しを受けると、これを取引条件として、陸建章から将軍（督軍）の地位を奪う。袁世凱死後の6月、漢武将軍の位を授与された。7月、陝西督軍兼省長に就任（省長の地位は1918年（民国7年）3月に辞任）している。
袁世凱死後、陳樹藩は安徽派に属した。陝西省の統治権を得た陳樹藩だったが、その後は胡景翼との対立を深める。1918年（民国7年）1月、胡景翼は陝西靖国軍を組織して、護法戦争に呼応し、陳樹藩との戦いを開始した。さらに、胡景翼は護法軍政府（南方政府）から于右任を迎え入れ、陳樹藩との拮抗状態を生み出した。一時、陳樹藩は胡景翼を捕虜としたが、処断はせずに勧誘を続ける。しかし、胡景翼は最後まで屈服しなかった。
1920年（民国9年）7月、安直戦争が勃発すると、陳樹藩は省内の人心を得るために、胡景翼を釈放した。しかし、安徽派敗北で後ろ盾を失った陳樹藩は次第に勢威を失っていく。翌1921年（民国10年）5月、いよいよ曹錕より陝西督軍の解任を通達され、後任に直隷派の閻相文が付くこととなった。陳樹藩は武力抵抗の準備を進めていたが、7月に馮玉祥と胡景翼により挟撃され、南山に撤退。陝西督軍の地位から駆逐された。
その後、陳樹藩率いる軍は、陝西省・湖北省・四川省などの省境を漂流する流浪集団となってしまう。同年12月に四川軍により撃破されると、陳樹藩は天津へ逃げ込んだ。以後、仏教の研究に勤しみ、軍事・政治の舞台には戻らなかった。
1949年（民国38年）11月2日、杭州で死去。享年65。